# Fort de Flémalle
Le fort de Flémalle est un des 12 forts composant la position fortifiée de Liège à la fin du XIXe siècle en Belgique.
Il fut construit entre 1888 et 1892 selon les plans du général Brialmont. Contrairement aux forts français construits durant la même période par Raymond Séré de Rivières, il fut entièrement construit avec du béton non renforcé, nouveau matériau pour l'époque, plutôt qu'en maçonnerie. Le fort fut lourdement bombardé lors de la Première Guerre mondiale durant la bataille de Liège ainsi qu'au début de la Seconde Guerre mondiale. Il a été préservé et est devenu un musée.

## Description
Le fort est situé à environ 9 kilomètres au sud-ouest du centre de Liège, dominant la vallée de la Meuse, dont il barrait le passage, en amont de Liège.
Le fort est quadrangulaire et non triangulaire, contrastant avec la majorité des forts construits par Brialmont. Un fossé de 5 mètres de profondeur et de 12 mètres de large entoure le fort. L'armement principal est concentré dans le massif central. Les fossés étaient défendus en enfilade par des fusils à tir rapide de 57 mm disposés dans les coffres de contrescarpe.
Le fort est un des plus larges forts liégeois.
Mis à part le fort de Loncin, les forts belges possédaient peu de provisions pour subvenir à l'intendance quotidienne d'une garnison en temps de guerre. De plus les latrines, douches, cuisine, morgue se trouvaient dans la contrescarpe, une position intenable au combat. Cela aura d'importantes conséquences sur la capacité des forts à soutenir un assaut prolongé. La zone de service était placée directement en face des baraquements, qui s'ouvraient sur le fossé à l'arrière du fort (en direction de Liège), avec une protection moindre que les 2 fossés latéraux. L'arrière des forts Brialmont était plus légèrement défendu pour faciliter une recapture par les forces armées belges. On trouvait aussi sur ce côté les baraquements et les communs, le fossé arrière permettant l'éclairage naturel et la ventilation. Au combat, les tirs d'artillerie rendaient le fossé intenable et les Allemands ayant pu passer entre les forts pouvaient les attaquer par l'arrière.
En 1940, les canons sont remplacés par des fusils mitrailleurs. L'armement du fort se composait, en 1914, de 2 coupoles de 120 mm, deux coupoles de 210 mm, une coupole de 150 mm et d'un phare éclipsable. Les 4 saillants disposaient aussi chacun d'une coupole de 57 mm à tir rapide, ces coupoles étaient les seules éclipsables avec celle du phare. En 1940, l'armement ne se compose plus que d'une coupole de 105 mm, d'une de 150 mm et d'une coupole Mi-Lg (mitrailleuses lance-grenades). La coupole phare quant à elle est remplacée par une cloche spéciale développée par la F.R.C. (Fonderie Royale des Canons).

## Armement
À l'origine, l'armement du fort de Flémalle incluait pour les cibles à distance deux tourelles Grüsonwerke avec un obusier Krupp de 21 cm, une tourelle Creusot avec 2 canons de 150 mm et deux tourelles Châtillon-Commentry comportant 2 canons Krupp 120 mm. Pour la défense rapprochée, il possédait 4 tourelles Grüsonwerke éclipsables avec un canon de 57 mm. Il y avait aussi sur le fort une tourelle d'observation équipée d'un projecteur. 11 canons de 57 mm à tir rapide équipaient les casemates protégeant les fossés et la poterne
L'artillerie lourde du fort était composée de canons allemands de marque Krupp alors que les tourelles provenaient de diverses origines. La communication entre les forts voisins de Loncin et de Liers pouvait se faire au moyen de signaux lumineux. Les canons utilisaient de la poudre noire ce qui produisait des gaz asphyxiants se propageant dans les espaces confinés du fort.

## Première Guerre mondiale
Liège fut attaquée le 6 août 1914. Les forts de Liège opposant une résistance inattendue aux Allemands, ceux-ci amenèrent une artillerie lourde de siège avec une puissance de feu supérieure à ce que à quoi les forts pouvaient résister. Flémalle fut l'un des derniers forts à subir le bombardement. Peu après l'explosion du fort de Loncin, les Allemands envoyèrent des émissaires aux deux derniers forts encore tenus par les Belges, Flémalle et Hollogne, soulignant les conséquences d'une résistance continue. La garnison se rendit le 16 août à 7 h 10, 10 minutes avant celle d'Hollogne.

## Transformation par les Allemands
Lorsque les Allemands prennent les forts, ils se rendent compte d'un certain nombre de défauts. Ils y remédieront pendant leur occupation afin de pouvoir se servir des forts comme appui d'infanterie :
1. La ventilation : la ventilation en 1914 était quasi inexistante. Les Allemands vont créer 2 prises d'air sur les glacis, reliés par une galerie souterraine au fort. Là, un ventilateur distribuait l'air dans un saillant du fort.
2. La force électromotrice : fort défectueuse pendant les combats d'août 1914, les Allemands vont remplacer cette installation par un moteur à huile lourde entraînant un alternateur pour produire de l'électricité.
3. Le débouché d'infanterie : protégé par de simples grilles et un mur frontal en 1914, les Allemands vont construire un bunker avec sorties chicanées offrant une bien meilleure protection. Des portes fractionnables en 2 éléments ferment ce bunker et d'autres baies du fort.

## Entre-deux-guerres

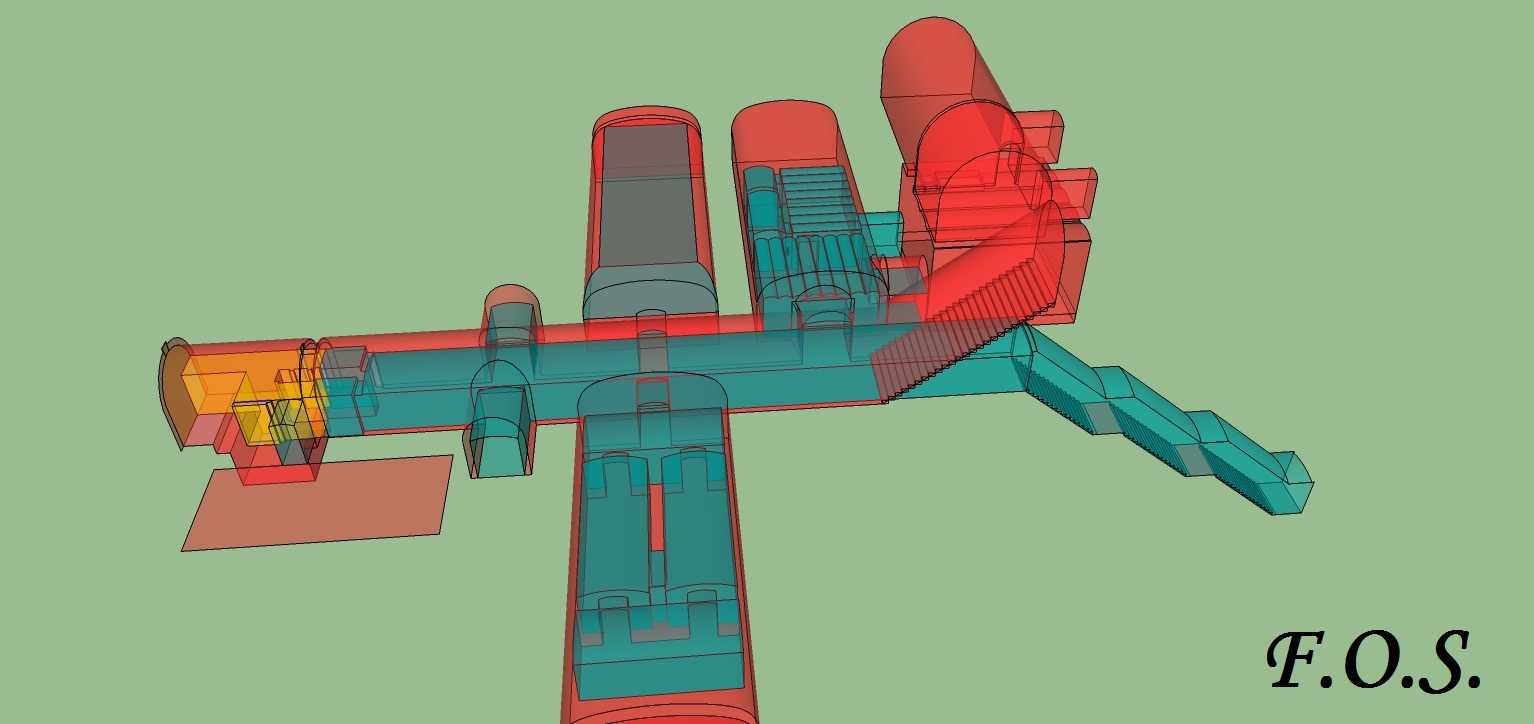
Principe de renforcement du fort de Flémalle. En rouge, le fort de 1914, en jaune, les modifications allemandes et en bleu les renforcements belges.

Pendant l'entre-deux-guerres, l'armée belge décide de réarmer les vieux forts de la Meuse. Le principe de réarmement est semblable dans tous les forts.
Il se résume en quelques grandes étapes:
1. Réduction des espaces par la construction d'un nouveau local plus petit dans l'ancien local (coulé en béton armé).
2. Placement d'un plafond en tôles ondulées galvanisées (renforcement JOWA), destiné à servir de coffrage perdu, éviter les infiltrations d'eau et les chutes de gravats.
3. Comblement des espaces vides par les terres provenant du creusement des étages inférieurs.

Au-delà du renforcement du fort existant, des réseaux inférieurs sont créés pour mettre hommes et munitions à l'abri:
L'étage -1 : appelé quadrilatère ou galerie axiale, il dessert les coupoles via des puits de monte-charge doublés d'échelles pour les hommes.
L'étage -2 : appelé galeries G.P. (grandes profondeurs), il sert de liaison entre la tour d'air et le local du ventilateur. Sur cette galerie sont greffés une galerie pour munitions, des locaux pour les fusées et un bureau de tir secondaire, accessible depuis le bureau de tir central via une série d'échelles.

## Position fortifiée de Liège

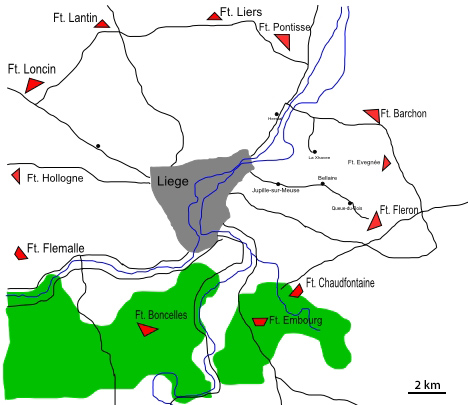
Les forts de Liège

En 1914, la position fortifiée entourant la ville de Liège comptait 12 forts Brialmont. Celui-ci fera partie de la position fortifiée de Liège II dont le but était de ralentir une éventuelle invasion allemande à partir de la frontière toute proche. En 1940, 4 nouveaux forts ont été construits en avant de la ceinture des vieux forts. Les forts de la rive droite de la Meuse furent réarmés dans les années trente, ainsi que les deux forts les plus proches de la Meuse, Pontisse et Flémalle. De plus, une multitude d'abris sont créés pour être occupés par l'armée de campagne.
À Flémalle, les améliorations apportées furent le remplacement des tourelles d'origines par 4 tourelles d'un canon de 75 mm, 1 tourelle à 2 canons de 105 mm, 1 tourelle à 1 canon de 150 mm, 1 tourelle avec 1 mitrailleuse Maxim et 2 lance-grenades, et l'installation d'une batterie anti-aérienne. La ventilation, les sanitaires, la communication et l'installation électrique furent également améliorés. Les canons de 57 mm furent remplacés par des mitrailleuses.

## Seconde Guerre mondiale
En 1940, la garnison du fort comprenait 300 hommes environ, commandés par 6 officiers. Le commandant du fort est alors le capitaine-commandant Barbieux.
À la suite de la prise du fort d'Eben-Emael situé à l'est par les Allemands, Flémalle fournira un feu de soutien aux unités belges de campagne et aux forts voisins dans les jours suivants. Le 15 mai, le fort subit un bombardement aérien qui détruit ses tourelles. Le jour suivant, l'infanterie allemande prend d'assaut le fort qui se rend, incapable d'assurer une quelconque résistance. La garnison reçut les honneurs militaires avant d'être envoyée prisonnière en Allemagne à Königsberg.

## Actuellement
Le fort fut partiellement dépouillé de ses équipements durant l'occupation allemande et par un ferrailleur durant les années soixante. Le fort est maintenu en état de préservation par une association qui a créé un musée dans le fort en 1992,

## Photos

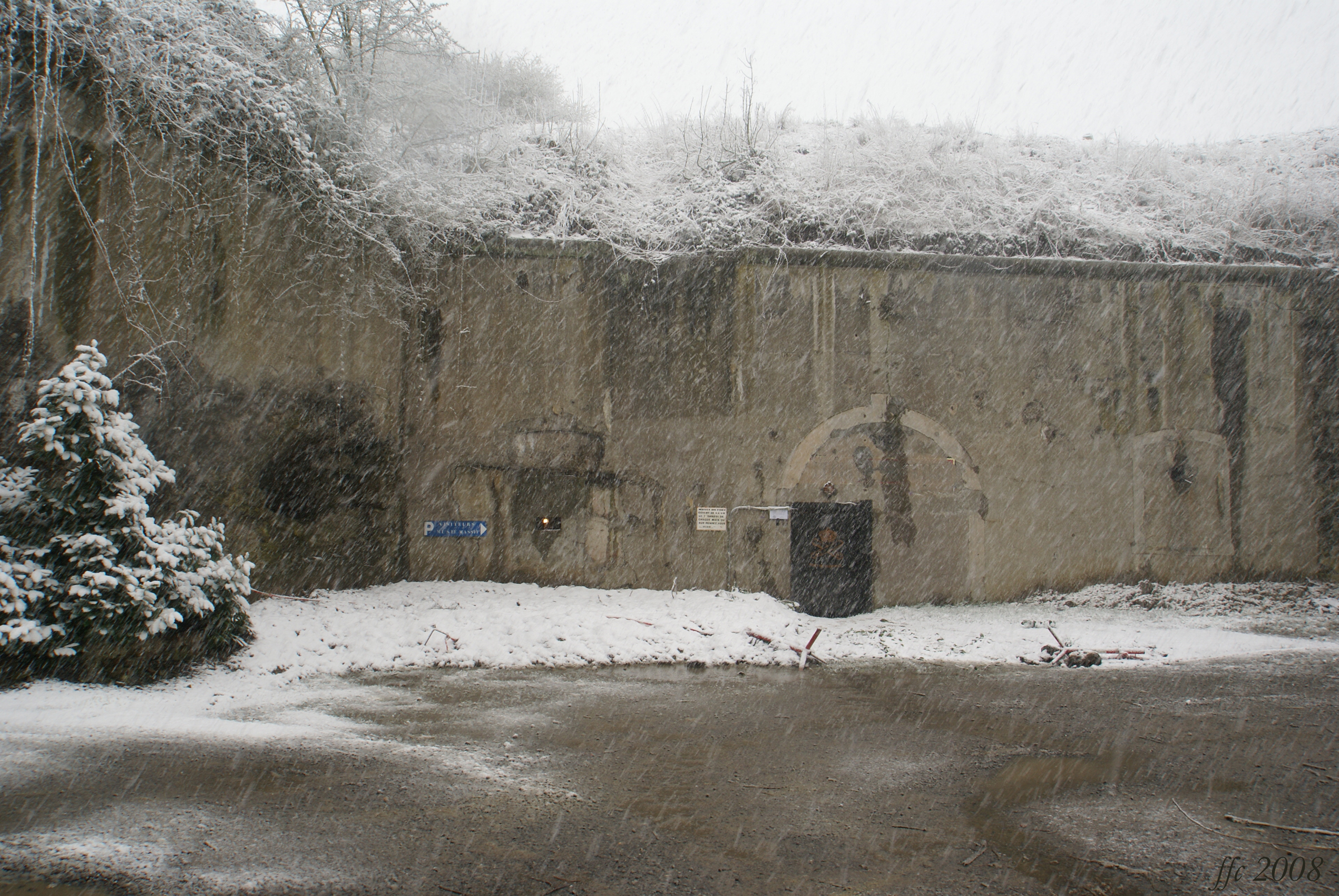
Cour intérieure du fort
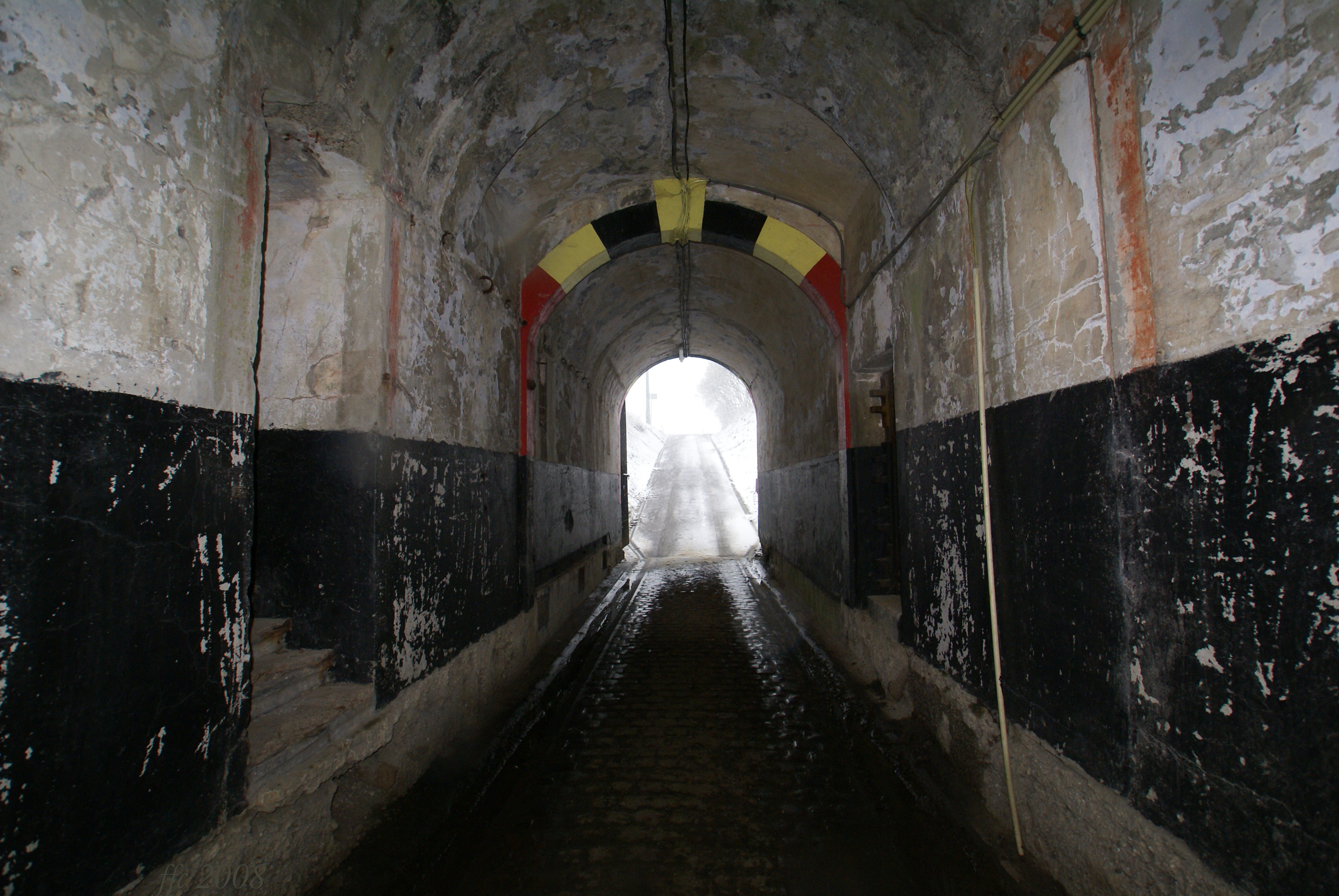
Couloir à l'intérieur du fort
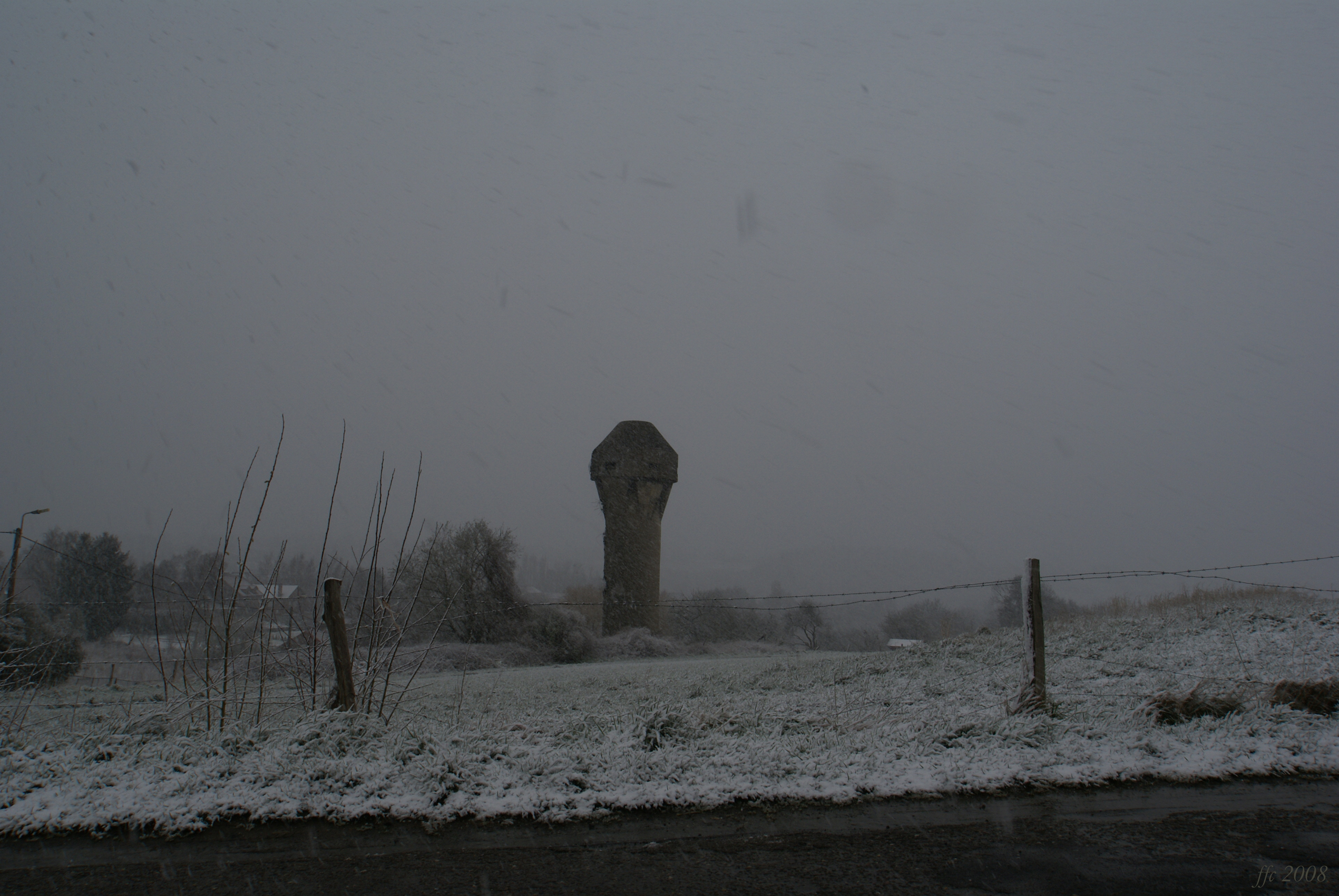
Tour d'aération construite lors la modernisation du fort durant l'entre-deux-guerres
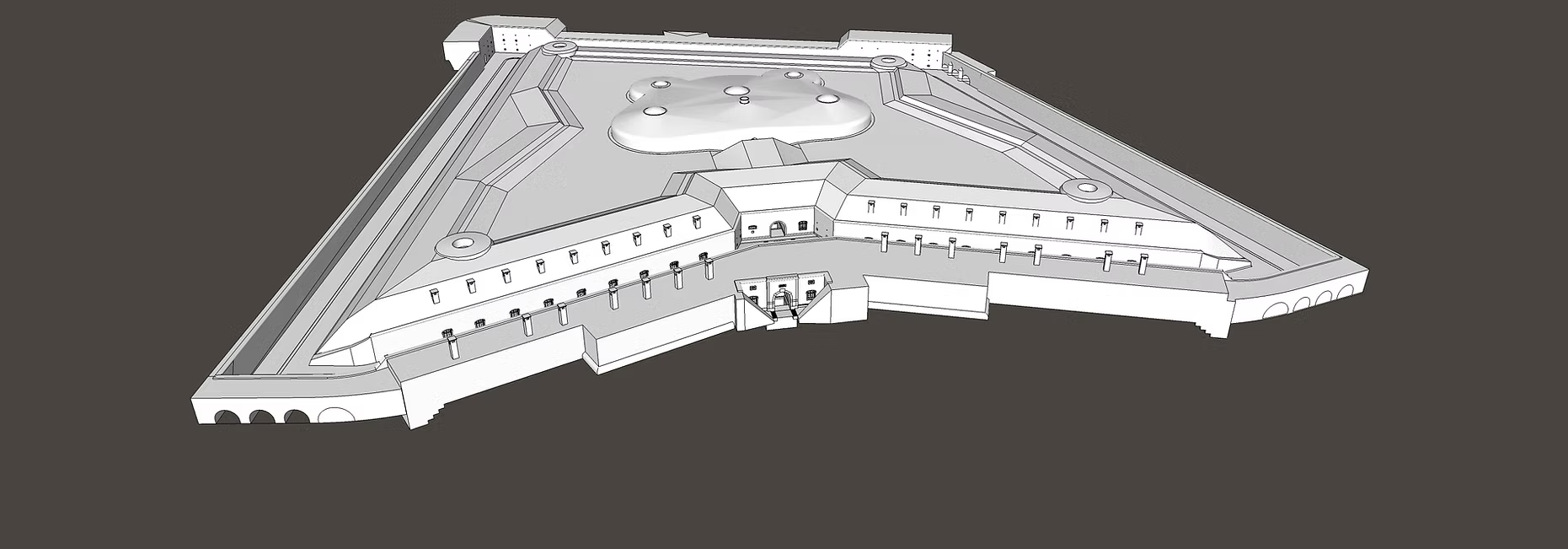
Maquette du fort
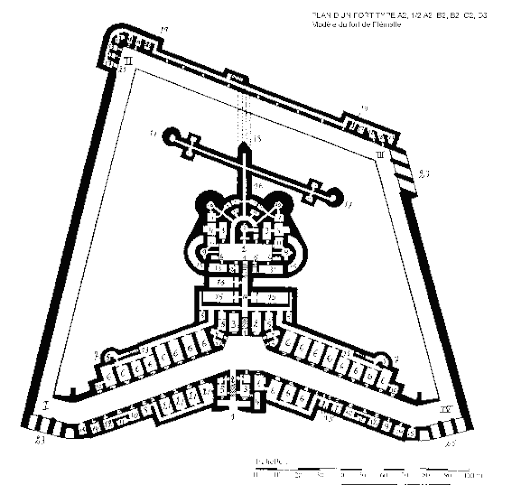
Plan du fort